# Gondwana (őskontinens)
A Gondwana (Gondvana, Gondvána vagy Gondvánaföld) ősi szuperkontinens, amely magába foglalta a déli félteke mai kontinenseit és szigeteit, beleértve az Antarktiszt, Dél-Amerikát, Afrikát, Madagaszkárt, Ausztráliát, Új-Guineát, Új-Zélandot, és a mai északi féltekéről az Arab-félszigetet és Indiát.
A kontinens elnevezését az azonos nevű közép-indiai régióról (amely a gondi nép földjét jelenti) Eduard Suess osztrák geológus (1831–1914) javasolta 1861-ben.

## Az első Gondwana
Hosszú folyamat, számos orogenikus esemény eredményeként alakult ki 550-500 millió évvel ezelőtt (500-550 mya), a kambrium idején. Kialakulásának utolsó időszak egybeesett a Laurentia lemez és Nyugat-Gondwana közti Iapetus-óceán szétnyílásával. Ugyanerre az időszakra esett a „kambriumi robbanás”, a többsejtű élőlények hirtelen elterjedése (542-530 mya).
A későbbiekben a Gondwanához más szárazföldi lemezek is csatlakoztak, mint a mai Észak-Amerika jó részének tömbje (a Kanadai pajzs vagy Laurencia), Európa egy része (a Baltika) és Szibéria, és így a perm időszakra kialakult a Pangea szuperkontinens.

## A második Gondwana
Amikor a Pangea a jura korban széttört, két kontinens alakult ki: Gondwana és Laurázsia. Ez a második Gondwana valamivel kisebb volt, mint az első: Florida jó része, Georgia déli része és Alabama olyan kőágyon fekszenek, amelyek valamikor az ős-Gondwanához tartoztak, de a Pangea széttörésekor a mai Észak-Amerika tömbjével együtt folytatták útjukat.
A késő paleozoikum idején Gondwana délen csaknem a Déli-sarktól északon az Egyenlítőig terjedt. Az éghajlat csaknem az egész szuperkontinensen enyhe volt. India a Föld szénkészleteinek mintegy három százalékával rendelkezik, ennek jó része paleozoikumi lerakódások eredménye a Gondwanán.
A mezozoikumban a bolygó átlagos hőmérséklete magasabb volt, mint ma. A Gondwanán sok-sok millió éven keresztül nagyon gazdag flóra és fauna virágzott. A karbon és a perm idején azonban eljegesedés történhetett, erre a legegyértelműbb bizonyítékokat Dél-Amerikában találták.

## Két, majd három részre törik
A Gondwana középső, illetve az alsó jura korok idején kezdett széttörni (mintegy 167 mya), amikor a keleti része (a mai Antarktisz, Madagaszkár, India és Ausztrália) elkezdtek leszakadni Afrikáról. Afrika másik oldalán Dél-Amerika tömbje lassan nyugat felé sodródott, így mintegy 130 millió évvel ezelőtt (kora kréta) megkezdődött az Atlanti-óceán déli részének kialakulása és 110 millió éve Afrika és Dél-Amerika közt már tenger hullámzott. A kelet felé sodródó tömb maga is széttöredezett: 90 millió éve, a késő kréta időszakban India megkezdte északi irányú mozgását.

## A Gondwana-töredékek sorsa

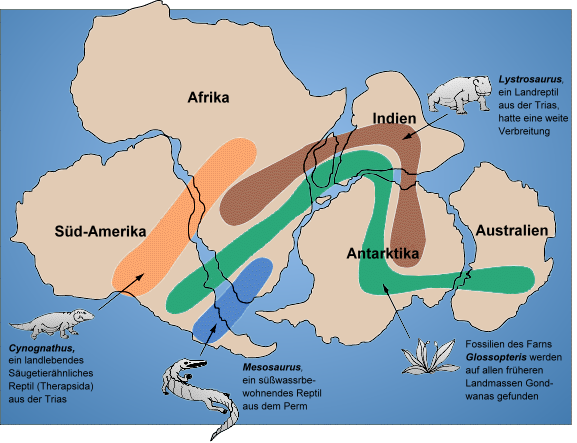
Gondwana széttöredezik

Indiáról ezután leszakadt Madagaszkár és egy keskeny mikrokontinens, amelynek maradványa a Seychelle-szigetek. Mindez részben egybeesett a kréta és a harmadidőszak határán bekövetkezett, K-T esemény néven is ismert tömeges fajpusztulással, illetve az indiai Dekkán-fennsík vulkáni bazaltjának feltörésével, amely egyes elméletek szerint a 65 millió évvel ezelőtti nagy kihalás okozója is lehetett.
Ausztrália 80 millió éve, a felső kréta korban kezdett leválni az Antarktiszról, de a köztük lévő tengerágy szétnyílása csak 40 millió évvel ezelőtt kezdett igazán aktívvá válni, az eocén korban. Új-Zéland már jóval korábban leválhatott ugyanerről a tömbről (85-130 millió éve).
Az emlősök korának érkeztével (mintegy 55 millió éve), Új-Guinea elkezdett leválni Ausztráliáról, miközben mindkét tömb észak felé mozgott, saját tengelyük körül is elforogtak, és mindezek következtében egy darabig még összeköttetésben maradtak más Gondwana-töredékekkel.
Mintegy 45 millió éve India beleütközött Ázsiába és felgyűrődött a Himalája. Körülbelül ugyanebben az időben Ausztrália legdélibb csücske, a ma önálló sziget Tasmania végül elszakadt az Antarktisztól, és első ízben óceán hullámzott a két kontinens közt.
Talán 30 millió évvel ezelőtt, az oligocén korszakban az Antarktisz nyugati részéről leszakadt Dél-Amerika tömbje is. A Drake-átjáró megnyílásával így már nem volt akadálya, hogy a Déli-óceán hidegebb vizei északra áramoljanak, és körforgásba kezdjenek a meleg trópusi vizekkel. A tengerek hőmérséklete mintegy 10 °C-kal csökkent, és a globális klíma jóval hidegebb lett.
15 millió éve Új-Guinea ütközni kezdett Dél-Ázsiával és ez újabb magashegység-képződéshez vezetett. Még később Dél-Amerika a Panamai-földsávon keresztül Észak-Amerikához kapcsolódott, lezárva a meleg vizek áramlatait és létrehozva az arktikus vizeket.

## Még nincs vége
A Gondwana széttöredezése máig sem ért véget, folytatódásának ma látható jelei a Vörös-tenger és a Nagy Afrikai Hasadékvölgy.